# Варнсдорф
Варнсдорф (чеш. Varnsdorf) град је у Чешкој Републици, у оквиру историјске покрајине Бохемије. Варнсдорф је град управне јединице Устечки крај, у оквиру којег припада округу Дјечин.

## Географија
Варнсдорф се налази у крајње северном делу Чешке републике, на самој граници са Немачком, која окружује град са три стране. Град је удаљен од 125 km северно од главног града Прага, а од оближњег Уста на Лаби 70 km североисточно.
Град Варнсдорф се налази у на прелазу између историјских области Бохемије и Лужице. Град се налази у долини реке Мандаве на приближно 330 m надморске висине. Јужно од града уздиже се планина Стожец.

## Историја
Подручје Варнсдорфа било је насељено још у доба праисторије. Насеље под данашњим називом први пут се у писаним документима спомиње око 1200. године. У 13. веку у граду се насељавају Немци, који потепено постају претежно градско становништво.
Године 1919. Варнсдорф је постао део новоосноване Чехословачке. 1938. године Варнсдорф, као насеље са немачком већином, је оцепљено од Чехословачке и припојено Трећем рајху у склопу Судетских области. После Другог светског рата месни Немци су се присилно иселили из града у матицу. У време комунизма град је нагло индустријализован. После осамостаљења Чешке дошло је до раста активности са отварањем граница и либерализацијом кретања становништва.

## Становништво
Варнсдорф данас има око 16.000 становника и последњих година број становника у граду расте. Поред Чеха у граду живе и Словаци и Роми, као и велика скупина Вијентанамаца (око 2 хиљаде). Стога је пре неколико година овде отворен први будистички храм у Чешкој Републици.

## Галерија
- Поглед на град из ваздуха
- Римокатоличка црква
- Старокатоличка црква
- Главна трговачка улица